# Mesocricetus newtoni
Il criceto dorato di Romania (Mesocricetus newtoni Nehring, 1898) è un Roditore della famiglia dei Cricetidi.

## Descrizione
Il criceto dorato di Romania ha all'incirca le stesse dimensioni del ben più noto criceto dorato di Siria. Il corpo misura 140–170 mm, la coda 18–26 mm, le zampe posteriori 19–23 mm e le orecchie 14–22 mm. Il peso è di circa 80-150 g. Il mantello è grigio sulla regione dorsale, con una stria mediana nera dalla testa fino alla metà del dorso. La gola e la parte anteriore del ventre sono nerastre, mentre la parte posteriore del ventre è grigio-giallastra.

## Distribuzione e habitat
Il piccolo areale di questa specie esclusivamente europea è limitato alle pianure che si estendono lungo la sponda destra del Danubio in Dobrugia, la regione compresa tra la Bulgaria settentrionale e la Romania. La sua esatta estensione non è nota, ma sicuramente non supera i 50.000 km² e forse è solamente di 2000 km². La specie abita le pianure prevalentemente asciutte e pietrose con scarsa vegetazione, ma anche colture orticole, frutteti e vigneti dal livello del mare a 460 m di altitudine.

## Biologia
Il criceto dorato di Romania è una creatura notturna o crepuscolare. Conduce vita solitaria in un complesso sistema di tane. Si nutre di semi, legumi, radici ed erba, ma anche di insetti. Trasporta il cibo nelle camere di stoccaggio delle provviste dentro le sue elastiche tasche guanciali. Raggiunge la maturità sessuale all'età di 56-70 giorni e si riproduce generalmente tra i primi di aprile ed agosto. Ha una gestazione di 15 giorni, trascorsi i quali partorisce una nidiata di 1–12 piccoli che sono svezzati a tre settimane di vita. Comunica emettendo squittii o tramite ultrasuoni. Entrambi i sessi presentano ghiandole odorifere sui fianchi con le quali marcano gli oggetti.

## Conservazione
I criceti dorati di Romania non sono molto numerosi entro i confini della loro piccola area di distribuzione, e la popolazione totale presente in Romania venne stimata nel 1995 a circa 3000 individui adulti. La densità di popolazione è soggetta a fluttuazioni, ma le esplosioni di popolazione sono localizzate e infrequenti. La specie è certamente influenzata negativamente dall'intensificazione dell'agricoltura e si ritiene che il numero di individui sia in diminuzione, sebbene gli studiosi non abbiano dati certi alla mano. Data l'estensione rifotta dell'areale e il probabile andamento negativo della popolazione, la IUCN classifica il criceto dorato di Romania come «prossimo alla minaccia» (Near Threatened).